# Fowler-Test
Der Fowler-Test (ABLB-Test, Alternate Binaural Loudness Balance Test) ist eine audiometrische Methode der Hals-Nasen-Ohrenheilkunde, mit der das Lautheitsempfinden des Gehörs beider Ohren verglichen wird. Der Fowler-Test kann nur bei einer einseitigen oder einer erheblich seitenunterschiedlichen Schwerhörigkeit angewendet werden. Der Test erlaubt Rückschlüsse auf das Vorliegen eines Recruitments und damit auf den Ort der Schädigung bei einer Schallempfindungsschwerhörigkeit. Interessant ist, dass ursprünglich der Nachweis eines Recruitments als differenzialdiagnostisches Mittel zur Unterscheidung einer Schallempfindungsschwerhörigkeit von einer Schallleitungsschwerhörigkeit verwendet wurde, dass also ein Recruitment als Eigenschaft jeder Schallempfindungsschwerhörigkeit galt. Der Test wurde von Edmund P. Fowler 1937 veröffentlicht.

## Untersuchungsvorgang
Zur Durchführung des Tests ist ein Tonaudiometer erforderlich, das Töne abwechselnd mit unterschiedlichen Lautstärkepegeln auf beiden Ohren anbieten kann. Dabei werden für jeweils eine Prüffrequenz die Pegel so eingeregelt, dass der Proband auf dem normal hörenden und dem schwerhörigen Ohr den gleichen Lautheitseindruck hat. Die Messung wird mehrfach bei verschiedenen Lautstärkepegeln durchgeführt.
Die Testdurchführung wurde von Fowler nicht genauer erläutert. Später wurde von anderen Autoren vorgeschlagen, zuerst einen Ton 20 dB über der tonaudiometrischen Hörschwelle des schlechteren Ohres anzubieten und die entsprechende Lautheit auf dem gesunden Ohr einzupegeln. Das Ergebnis wird auf dem Tonaudiogrammformular eingetragen. Dieser Vorgang wird nun in 20-dB-Schritten wiederholt, es wird also als Nächstes ein Ton 40 dB über der Hörschwelle angeboten usw.

## Untersuchungsergebnis

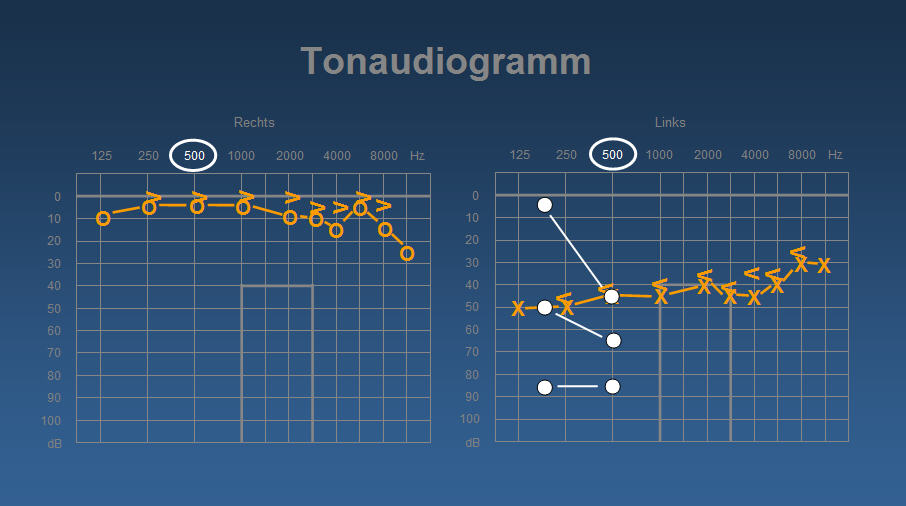
Fowler-Test bei 500 Hz. Lautheitsausgleich bei 85 dB.

Positives Recruitment: Bei einer cochleären (innenohrbedingten) Schallempfindungsstörung wird der Unterschied zwischen den Schalldruckpegeln beider Ohren, die als gleich laut empfunden werden, bei steigenden Pegeln kleiner, bis Lautheitsausgleich erreicht wird: Bei der grafischen Darstellung im Tonaudiogrammformular entsteht dabei ein fächerartiges Bild (siehe Abbildung). Negatives Recruitment: Bei einer retrocochleären (hörnervenbedingten) Schallempfindungsstörung bleibt der Unterschied zwischen den Schalldruckpegeln beider Ohren, die als gleich laut empfunden werden, bei steigenden Pegeln gleich oder wird sogar größer. Bei der grafischen Darstellung im Tonaudiogrammformular verlaufen die Pegelkurven parallel. Auch bei einer Schallleitungsschwerhörigkeit mit normaler Innenohrfunktion bleibt das Verhältnis des Lautheitsempfindens bei überschwelligen Tönen gleich.